# 白连春
白连春（1965年—），笔名李当然，中国大陆著名“打工诗人”，因其生活困顿，又被称为“苦瓜诗人”和“苦难的代名词”。

## 生平
1965年，白连春出生在四川省泸州市，刚刚生下来，他就被父亲遗弃，一直挨打挨骂度过十五年穷困潦倒的时光。
初中毕业后，15岁就离开家乡，最初在黑龙江省当兵，继而流浪，而后打工。
20多岁的时候因为爱情卖血而感染了艾滋病。
1985年，白连春开始正式发表作品，2000年加入了中国作家协会，在北京流浪打工的时候，他除了当过校对，他还曾烧过锅炉，在公司食堂当厨师。
2008年因病回到家乡，2010年再次流浪于广东省、湖南省、河北省和海南省之间，2011年7月再次返回家乡。

## 作品

### 诗歌集
- 《一颗汉字的泪水》

### 小说集
- 《天有多长地有多久》

### 散文集
- 《向生活敬礼》

## 奖项荣誉
- 中篇小说《拯救父亲》荣获中国小说学会排行榜中篇小说第三名
- 《星星》跨世纪诗歌奖
- 全国首届大型农民工诗歌征文大奖赛特等奖